# Sylvain Armand
Sylvain Armand (Saint-Étienne, 1980. augusztus 1.. –) francia labdarúgó, aki balhátvédként alapembere volt a Paris Saint-Germain FC csapatának 2003 és 2013 közötti időszakban.

## Pályafutása

### Ifjúsági és korai felnőtt évek
Armand Olympique Lyonnais ifjúsági akadémiáján nevelkedett. 1996 és 1999 között játszott a Lyon első csapatában, ezután 1999-ben átigazolt a Stade Rennais-hez, ahol 2003-ig szerepelt.

### Paris Saint-Germain
2003 nyarán szerződött a PSG-hez, ahol 2013-ig játszott. 380 tétmérkőzésén 4 gólt szerzett. Széles körű elismerést kapott kiváló stabilitása, lendületes játékstílusa és megbízhatósága miatt. Része volt a csapat 2010-es Coupe de France-győzelmét elérő keretének.

## Díjak és elismerések
- Coupe de France: 2010

## Emlékezet és utánpótlás
Armand hosszú szolgálata alatt nagy népszerűségre tett szert a PSG-drukkerek körében. 380 meccsével a klub egyik legtöbbet játszott belső védőjévé vált.

## Klubstatisztikák
| Év        | Klub                | Pontos meccsszám | Gól |
| --------- | ------------------- | ---------------- | --- |
| 2003–2013 | Paris Saint-Germain | 380              | 4   |